# ماثيو كروفت
ماثيو كروفت (بالإنجليزية: Matthew Croft)‏ هو لاعب كرة قدم أسترالية أسترالي، ولد في 26 فبراير 1973 في Morkalla, Victoria ‏ في أستراليا.

## وصلات خارجية
- ماثيو كروفت على موقع AustralianFootball.com (الإنجليزية)
- ماثيو كروفت على موقع AFLtables.com (الإنجليزية)